# Estatua de la Libertad (Perú)
La Estatua de la Libertad es una escultura de bronce ubicada en la Plaza Francia del centro histórico de Lima, Perú. Fue realizado en 1926 según el diseño del escultor francés René Bertrand-Boutée y repartido por Eugène Soleau. Se trata de una escultura de bronce de una sola pieza de unos 2 metros de altura y representa una figura femenina de pie, vestida con una túnica ligera y con una corona de laurel en la cabeza. Está instalado sobre un pedestal de 4,30 m de altura. La escultura y la Plaza Francia fueron declaradas entorno urbano monumental en 1972. En 2018, La Libertad fue declarada Patrimonio Cultural de la Nación.

## Historia
Uno de los eventos más importantes del siglo XX en el Perú fue la celebración realizada para conmemorar el Centenario de la Independencia del Perú, que tuvo lugar en 1921 durante el segundo gobierno del presidente Augusto B. Leguía. Las diversas colonias extranjeras residentes en Lima se organizaron para hacer un obsequio a la ciudad con motivo de dicha celebración y, entre ellas, la colonia francesa residente en Lima organizó un encargo para regalar una escultura a la ciudad;este encargo había pensado ubicar la escultura en la Plaza Mayor de Lima. Sin embargo, la comisión no logró tener listo el obsequio a tiempo, razón por la cual la colonia francesa fue la única que no entregó nada al Perú por dicho evento.
En 1925 se retomó el proyecto de la escultura; Para ello se creó una nueva comisión, encabezada por el ingeniero francés Michel Fort, que se encargó de recaudar el dinero para la obra. Para elegir la escultura se celebró en Roma en 1925 un concurso internacional. El ganador fue René Bertrand-Boutée, escultor francés autor de numerosos bustos y esculturas de bronce.
Los trabajos de instalación de la estatua y la base corrieron a cargo de Florentino Palma. Se utilizó granito blanco de Amancaes. Además de la escultura, se fundió y talló una placa de bronce que decía “Homenaje de la colonia francesa a la República del Perú en el primer centenario de su Independencia”. La escultura estuvo acompañada de cuatro candelabros ornamentales de bronce y hierro de 4,55 m de altura. El monumento fue colocado en una plaza construida a expensas del gobierno. La obra fue realizada por la importante empresa constructora "Fundación".

### Ubicación

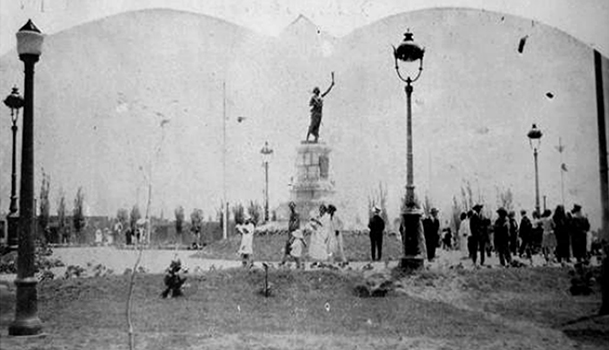
La estatua en 1926.

Como suele suceder con los monumentos limeños, el Monumento a la Libertad ha sufrido cambios de ubicación. Inicialmente el monumento fue colocado en una plaza construida en 1922 a expensas del gobierno, llamada Plaza de la Libertad. La obra estuvo a cargo de la importante empresa constructora "Fundación", y fue inaugurada el 17 de enero de 1926. Al acto de inauguración asistieron el presidente Augusto B. Leguía, el Arzobispo de Lima, Emilio Lissón y los representantes diplomáticos de Francia. Durante la inauguración del monumento, el ingeniero Michel Fort agradeció al presidente Leguía por la escultura de la libertad que da nombre a la plaza y también por la construcción de la Avenida Francia en agradecimiento.
La avenida Francia partía de la plaza Libertad y cortaba diagonalmente a la urbanización Santa Beatriz hasta llegar a la entonces avenida Leguía (hoy avenida Arequipa). Luego del gobierno de Leguía, se cambiaría el nombre de Av. Francia por el de Avenida del Soldado Desconocido, siendo actualmente conocida como avenida Nicolás Araníbar.
En 1935 la escultura fue trasladada de su ubicación inicial en la Plaza Libertad a la antigua Plaza de la Recoleta, que desde 1911 pasó a llamarse Plaza Francia. Es en este lugar donde la escultura ha permanecido hasta nuestros días, aunque en las reformas que se han llevado a cabo en la plaza su ubicación ha tenido variaciones notables.
Actualmente, la escultura de la Libertad se ubica en un sector de la plaza correspondiente -aproximadamente- a la intersección de la extensión imaginaria de los jirones Camaná y Tambo de Belén, cerca de las fachadas del Hospicio Manrique y la Iglesia de los Sagrados Corazones (Recoleta); la escultura está orientada de tal manera que la Libertad apunta con la antorcha levantada hacia el este.

## Restauración

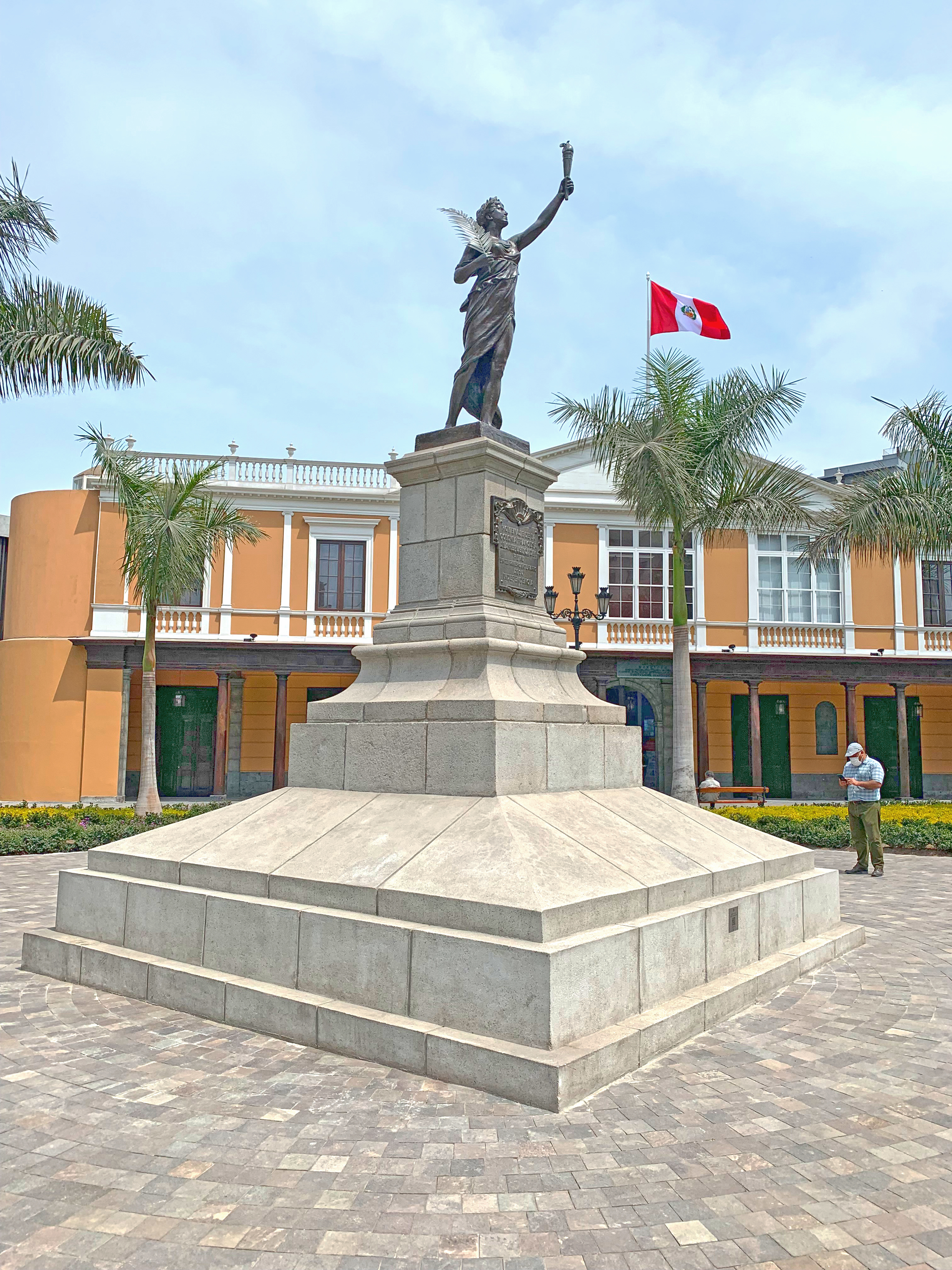
La estatua después de su restauración.

El proceso de restauración contempló el estudio histórico estético, así como el análisis cualitativo y cuantitativo de los materiales, con el propósito de determinar la técnica de ejecución de la obra y materiales extraños. Paralelamente se realizó el tratamiento de conservación y restauración, basado en la mínima intervención, bajo lineamientos internacionales.
En primer lugar se realizó un diagnóstico del estado inicial de la escultura, calas estratigráficas, seguimiento de temperatura y humedad. Luego se realizó un estudio histórico, artístico con el fin de recuperar los valores originales, estéticos y monumentales de Libertad. Se han eliminado varias capas de pintura que se habían colocado sobre el bronce de la escultura y los elementos pétreos del pedestal que no permitían apreciar sus características originales. Al retirar la pintura del bronce, se pudo descubrir la firma del escultor y el sello de la fundición.
Debido a los actos vandálicos a los que había sido expuesta la composición escultórica, se colocaron réplicas de los elementos que se perdieron con el tiempo, como la antorcha que portaba en su mano izquierda, la palma de laurel que portaba en su derecha y la placa conmemorativa original que se colocó sobre el monumento en 1926. Asimismo, se ha restaurado la parte inferior del pedestal que había desaparecido y se ha liberado una parte del pedestal de piedra que había sido revestido con hormigón.
En el año 2019, PROLIMA, dependencia de la municipalidad de Lima, realizó la restauración de dicha escultura. Luego de un conjunto de estudios multidisciplinarios, se llevó a cabo un trabajo de recuperación que duró tres meses. En este proceso se restituyó la Antorcha y la placa conmemorativa de la inauguración que habían sido robadas. La inauguración de la obra restaurada se llevó a cabo el 25 de septiembre de 2019 y contó con la presencia del alcalde de Lima, Jorge Muñoz Wells; el embajador de Francia, Antoine Grassin; y el directivo, Luis Martín Bogdanovich.